# Richard Steele

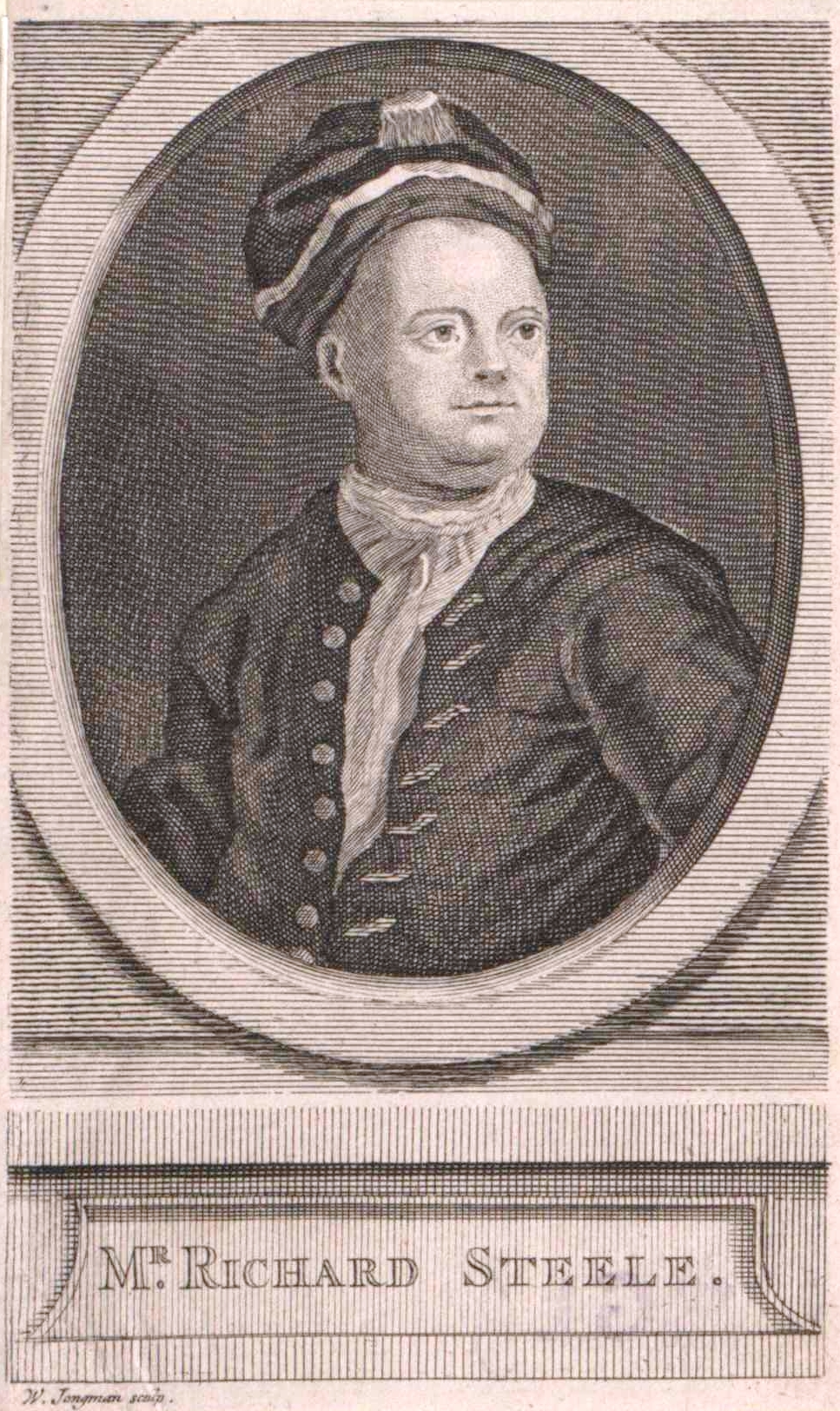
Richard Steele, Stich von Wouter Jongman

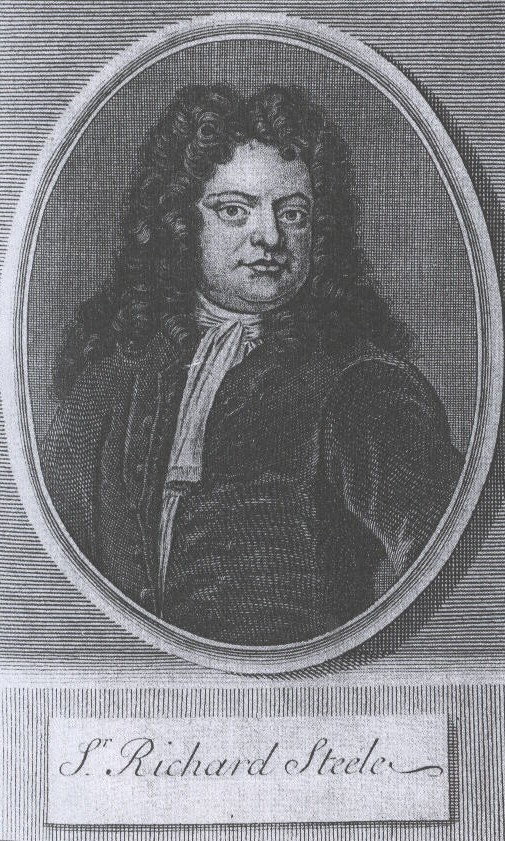
Richard Steele

Sir Richard Steele (* März 1672 in Dublin; † 1. September 1729 in Carmarthen) war ein irischer Schriftsteller und Komödienautor. Er war Herausgeber der London Gazette und Gründer der Zeitschriften The Tatler und The Spectator. Für The Tatler schrieb er auch unter dem Pseudonym Isaac Bickerstaff, das zuvor Jonathan Swift in einer Kampagne gegen den Schuster und Astrologen John Partridge verwendet hatte.

## Leben
Steele besuchte die Charterhouse School, wo er die Bekanntschaft Joseph Addisons machte. Seine weitere Ausbildung absolvierte er in Oxford am Merton College. Anschließend trat er der britischen Armee bei, wo er bei den Life Guards als Kavallerist diente. Seine Abneigung gegen das Soldatenleben führte zu seinem ersten Werk The Christian Hero (1701), in dem er sich mit unterschiedlichen Männerrollen in der Gesellschaft auseinandersetzte. 
Erste literarische Erfolge hatte er als Dramatiker mit Komödien wie The Tender Husband von 1703. 1706 erhielt er die Position des Herausgebers der London Gazette am Hof von Königin Anne und ihrem Mann Georg von Dänemark. Am 9. September 1707 heiratete Richard Steele Mary Scurlock, die er auf der Beerdigung seiner ersten Frau kennengelernt hatte. Aufgrund ihrer Korrespondenz von über 400 Briefen, die er während der Zeit ihres Kennenlernens bis zu ihrem Tod 1718 verfasste, gelten beide als eines der bekanntesten literarischen Ehepaare.
1709 gründete Steele die Zeitschrift The Tatler (der Plauderer), die sich schnell zu einem Publikumserfolg entwickelte jedoch nach zwei Jahren wieder eingestellt werden musste. Bei diesem Projekt war Addison ein regelmäßiger Mitarbeiter, auch Swift leistete einige Beiträge. Nach dem Ende des Tatler gründeten Steele und Addison The Spectator. Steele zeichnete unter anderem auch die abenteuerliche, aber wahre Geschichte des Alexander Selkirk auf, die Daniel Defoe später zum Roman Robinson Crusoe anregte. 1713 wurde Steele, der der Partei der Whigs angehörte, Mitglied des Unterhauses, aus dem er jedoch bald darauf ausgeschlossen wurde, da er ein Pamphlet veröffentlicht hatte, in dem er für die Erbfolge des Hauses Hannover eintrat. Als im folgenden Jahr der Hannoveraner Georg I. den Thron bestiege, wurde Steele zum Leiter des Drury Lane Theatre in London ernannt und am 9. April 1715 als Knight Bachelor („Sir“) geadelt. Nach einem Streit mit Addison und Querelen mit der Regierung zog er sich nach Wales zurück, wo er den Rest seines Lebens verbrachte.

## Werke (Auswahl)
- The Christian Hero (1701)
- The Funeral (1701)
- The Lying Lover (1703)
- The Tender Husband (1705)
- The Conscious Lovers (1722)

## Kritik
Steeles dramatische Methode besteht darin, zwei oder drei Gruppen in Kontrast zueinander zu stellen: Der höheren Gesellschaft steht eine Reihe von Charakteren mit einem viel niedrigeren Moralkodex gegenüber. Die dritte Gruppe, die Dienerschaft, ist rein komische Staffage. Als Schwäche kann angesehen werden, dass Steele einigen seiner Figuren didaktische Reden in den Mund legt, die für das Drama bedeutungslos sind.